# Кеврольский уезд
Кевро́льский уезд — административная единица в составе Архангелогородской губернии, существовавшая до 1780 года. Центр — Кевро́ль (Кегро́ла).

## География
Кеврольский уезд занимал территорию по обе стороны притока Северной Двины реки Пинеги. Весь уезд представлял сплошное лесное пространство, перемежавшееся обширными болотами. Уезд граничил с Двинским, Важским, Устюжским, Яренским и Мезенским уездами.
Граница с Двинским уездом проходила недалеко от Волока Пинежского. В конце XVII века Кеврольский уезд делился на 21 округ. Ближайшие к Кеврольскому посаду 11 округов, расположенных по реке Пинега, образовывали Кеврольский стан. Основу административно-территориального деления уезда составляли 10 волостей: Пильегорская, Перемская, Чакола, Нюхча, Пиринема, Веркольская, Лавела, Сура, Выя, Малая Пинежка. Деревни по реке Немнюга и Шестигоре, объединялись в группы из 8-10 деревень. Перемский стан находился на севере Кеврольского уезда, по берегам рек Пинеги и Поча.

## История
В 1613-1614 годах царь Михаил Федорович назначил на Кевролу-Мезень первого воеводу, Михаила Ивановича Спешнева. Кеврольский уезд был оформлен в 1616 году из Кеврольского воеводства, когда Двинская земля была поделена на уезды. Кеврольский уезд по численности населения почти втрое превышал Мезенский, поэтому воеводская канцелярия квартировалась в Кевроле; там же проживал и воевода, выезжая в Мезень только для сбора налогов. С 1623 по 1642 год из Мезенского и Кеврольского уездов ушли в Сибирь 602 человека. Всего с 1639 по 1645 год из Кеврольского и Мезенского уездов ушло около 1295 человек. Лишь в 1739 году в Окладниковой слободе была открыта отдельная от Кеврольской воеводская канцелярия. В 1708 году в ходе административной реформы Петра I, уезд был отнесён к Архангелогородской губернии. В 1719 году, при разделении губерний на провинции, Кеврольский уезд был приписан к Архангелогородской (Двинской) провинции, в составе которой и оставался до упразднения провинций в 1775 году.
В 1780 году уезд был упразднён, а на его месте создан Пинежский уезд.

## Современное положение
В данный момент бо́льшая часть территории уезда входит в состав Пинежского района, частично —  в состав Виноградовского и Верхнетоемского районов Архангельской области.

## Демография
В 1678 году численность населения Кеврольского уезда втрое превышала численность населения Мезенского уезда, где в это время было 646 дворов и 1435 «платёжных людей».
Около 1770 года здесь путешествовал И. И. Лепёхин, который указывал:

Хотя жители <…> прилежат к хлебопашеству, однако нередко хлеб у них на полях позябает, да и в урожайные годы не более родится хлеба, как только для домашн7их их нужд потребно. Главнейший их избыток состоит в скотоводстве, и скот их <…> почитается лучшим, который они к городу Архангельскому пригоняют на плотах по реке Пинеге в летнее время. <…> Жителей В Кеврольском уезде считается 7890. 
— Вехов Н. В. Из прошлого Пинежского края // Московский журнал. — 2012. — № 1. — С. 62. — ISSN 0868—7110.